# Lents (cráter)

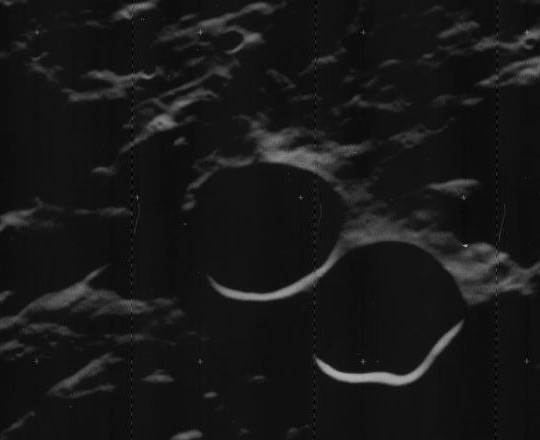
Imagen oblicua de la misión Lunar Orbiter 5 con Lents en el centro y Lents C abajo derecha, mirando al oeste

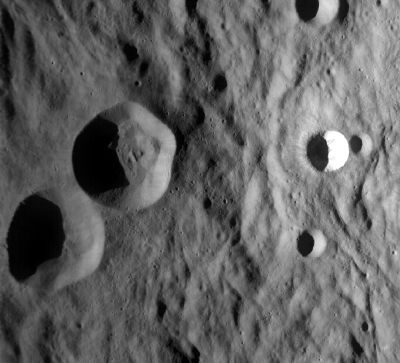
Fotografía de la misión Lunar Reconnaissance Orbiter

Lents es un pequeño cráter de impacto situado en la cara oculta de la Luna. Se encuentra en la sección norte-noroeste de la enorme falda de material expulsado que rodea la cuenca de impacto del Mare Orientale. Al sur se encuentra el anillo formado por los Montes Cordillera, y al norte-noreste se localiza el cráter Elvey, muy dañado.
Se trata de una formación en forma de cuenco con un suelo interior que abarca aproximadamente la mitad del diámetro del cráter. Unidos al exterior por el noreste aparece el cráter satélite Lents C, con un tamaño similar al del cráter principal. A poco más de un diámetro al este de Lents C se halla Pierazzo, que posee un amplio sistema de marcas radiales, que se extiende a más de 100 km en todas las direcciones. El material de estos rayos atraviesa tanto Lents como Lents C, llegando hacia el norte hasta alcanzar Elvey.
En algunos mapas, Lents es denominado Lenz.

## Cráteres satélite
Por convención estos elementos son identificados en los mapas lunares poniendo la letra en el lado del punto medio del cráter que está más cerca de Lents.
|       | \| Lents \| Coordenadas \| Diámetro \| \| ----- \| ----------------------------- \| -------- \| \| C \| 3°18′N 101°36′O / 3.3, -101.6 \| 23 km \| \| J \| 3°42′S 97°18′O / -3.7, -97.3 \| 16 km \| \| K \| 2°18′S 98°48′O / -2.3, -98.8 \| 21 km \| |          |
| Lents | Coordenadas | Diámetro |
| C     | 3°18′N 101°36′O / 3.3, -101.6 | 23 km    |
| J     | 3°42′S 97°18′O / -3.7, -97.3 | 16 km    |
| K     | 2°18′S 98°48′O / -2.3, -98.8 | 21 km    |